# 罗马诺德泽利诺
罗马诺德泽利诺（義大利語：Romano d'Ezzelino），是意大利威尼托大区维琴察省的一个市镇。总面积21平方公里，人口14688人，人口密度699.4人/平方公里（2009年）。国家统计（ISTAT）代码为024086。